# Rose Scott
Rose Scott, född 1847, död 1925, var en australiensisk kvinnorättsaktivist.
Hon var en av ledande figurerna i den lokala rösträttsrörelsen i New South Wales.